# Veronica umbelliformis
Veronica umbelliformis är en grobladsväxtart som beskrevs av Francis Whittier Pennell. Veronica umbelliformis ingår i släktet veronikor, och familjen grobladsväxter. Inga underarter finns listade i Catalogue of Life.